# 拉苏泰赖讷站
拉苏泰赖讷站，或直译为“地下城”站，是法国的一个铁路车站，位于法国中部城市拉苏泰赖讷。

## 位置
拉苏泰赖讷站位于拉苏泰赖讷市区的东部，车站大致呈南北走向，开口朝西。该站设有人工售票窗口及自动售票机，站内有地下通道。

## 车站概况
拉苏泰赖讷站是法国著名南北干线铁路POLT（巴黎-奥尔良-利摩日-图卢兹）上的一个车站，该站是POLT在克勒兹省境内最大的车站之一，乘客可通过此站乘坐大巴车前往省内主要城市（盖雷、欧布松等）。现有多趟城际列车停靠于此，POLT有时也因此被称为"POLLT"，其中第三个字母"L"即拉苏泰赖讷。

## 停靠线路
以下列车线路在拉苏泰赖讷站停靠：
| 拉苏泰赖讷站列车线路表            |                     |                 |                           |              |
| 线路                              | 车种                | 上一站          | 下一站                    | 大致运行频率 |
| 巴黎—布里夫/卡奥尔/图卢兹         | INTERCITÉS          | 沙托鲁/阿尔让通 | 利摩日                    | 每天2~3趟    |
| 巴黎—图卢兹                       | INTERCITÉS 100% éco | 沙托鲁          | 利摩日                    | 每天1趟      |
| 奥尔良/维耶尔宗—拉苏泰赖讷/利摩日 | TER                 | 圣塞巴斯蒂安    | （终点）                  | 每天1趟      |
| 维耶尔宗/沙托鲁—利摩日            | TER                 | 圣塞巴斯蒂安    | 弗罗芒塔勒/圣叙皮斯洛里耶 | 每天7趟左右  |
| 拉苏泰赖讷—利摩日                 | TER                 | （起点）        | 弗罗芒塔勒                | 每天1~2趟    |
| 1.                                |                     |                 |                           |              |

## 配套交通

### 城际客运
| 停靠拉苏泰赖讷站的大巴车 |                              | |
| 上下车地点               | 运营单位                     | 主要目的地 |
| 拉苏泰赖讷站门口         | 克勒兹省城际客运 TransCreuse | 9 诺特 · 圣沃里 · 盖雷 11 尚博朗 · 大堡 · 欧隆 · 圣迪济耶雷朗讷 · 布尔加讷夫 12 圣雷热布里德雷 · 科隆当讷 · 丹勒帕莱斯泰勒 |
| 拉苏泰赖讷站门口         | SNCF Car TER                 | R15圣沃里 · 盖雷 · 欧布松 · 费勒坦 （当铁路线施工或罢工时，SNCF可能也会提供途径该线路沿途站点的大巴车）                    |
| 1. 2. 3. 4.              |                              | |

### 市内交通
拉苏泰赖讷站附近暂无常规市区公交线路。

## 临近车站
| 拉苏泰赖讷站（Gare de La Souterraine） |                          |                      |
| 上行车站                               | 线路                     | 下行车站             |
| 圣塞巴斯蒂安站 19.1km ←                | POLT（奥尔良－蒙托邦段） | 弗罗芒塔勒站 → 9.5km |
| - 本表仅显示运营中的线路及车站         |                          |                      |